# Foliotage
Pour les articles homonymes, voir Pagination.

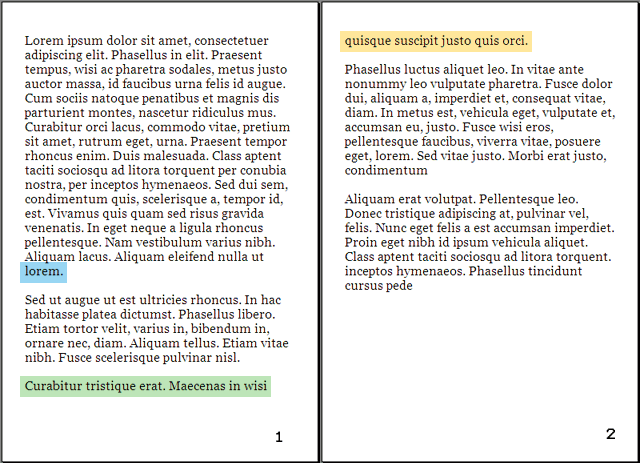
Exemple de composition orpheline (en surbrillance), une soi-disant veuve

Le foliotage est à la fois l’action et le résultat de la numérotation des pages d’un document écrit. Le numéro attribué à chaque page est appelé « folio ». Le foliotage permet de faciliter la consultation et la référence d’un document, ainsi que de vérifier son intégralité et sa cohérence.
Le foliotage est apparenté à la pagination, qui est aussi l’action et le résultat de numéroter les pages d’un document. Toutefois, le terme « pagination » est plus courant dans le domaine de l’édition et de la publication assistée par ordinateur (PAO), tandis que le terme « foliotage » est plus utilisé dans le domaine de la bibliographie et de la codicologie.

## Style et disposition
Le style définit l’apparence des numéros de page. Il peut être numérique (1, 2, 3…), romain (I, II, III…) ou alphabétique (A, B, C…). Le style peut varier selon les parties du livre (par exemple, les pages liminaires peuvent être foliotées en chiffres romains et les pages du corps du texte en chiffres arabes).
La disposition définit la position des numéros de page. Elle peut être centrée, alignée à droite ou à gauche, en haut ou en bas de la page. La disposition peut aussi tenir compte de la marge intérieure ou extérieure du livre (par exemple, les numéros de page peuvent être placés en bas à droite sur les pages impaires et en bas à gauche sur les pages paires).